# Tarhavesi
Tarhavesi är en sjö i Finland. Den ligger i Mäntyharju i landskapet Södra Savolax, i den södra delen av landet, 170 km nordost om huvudstaden Helsingfors. Tarhavesi ligger 78 meter över havet. I omgivningarna runt Tarhavesi växer i huvudsak blandskog.